# Haste
Haste ist eine Gemeinde im Landkreis Schaumburg in Niedersachsen.

## Geografie

### Geografische Lage
Haste liegt etwa 30 km westlich von Hannover an der Nordostgrenze des Landkreises Schaumburg, südlich des Mittellandkanals und des Haster Waldes in einer von mehreren Verkehrsadern durchschnittenen, aber forst- und landwirtschaftlich geprägten Umgebung zwischen den Städten Bad Nenndorf und Wunstorf. Durch den Ort fließt der Haster Bach.

### Ausdehnung des Gemeindegebiets
Die Gemarkungsfläche beträgt ~ 12 km², davon werden etwa 8 km² forstwirtschaftlich genutzt. Haste ist im Westen, Norden und Osten vollständig von Wald umgeben.

### Nachbargemeinden
Im Uhrzeigersinn sind dieses die Stadt Wunstorf sowie die Gemeinden Suthfeld und Hohnhorst.

### Gemeindegliederung

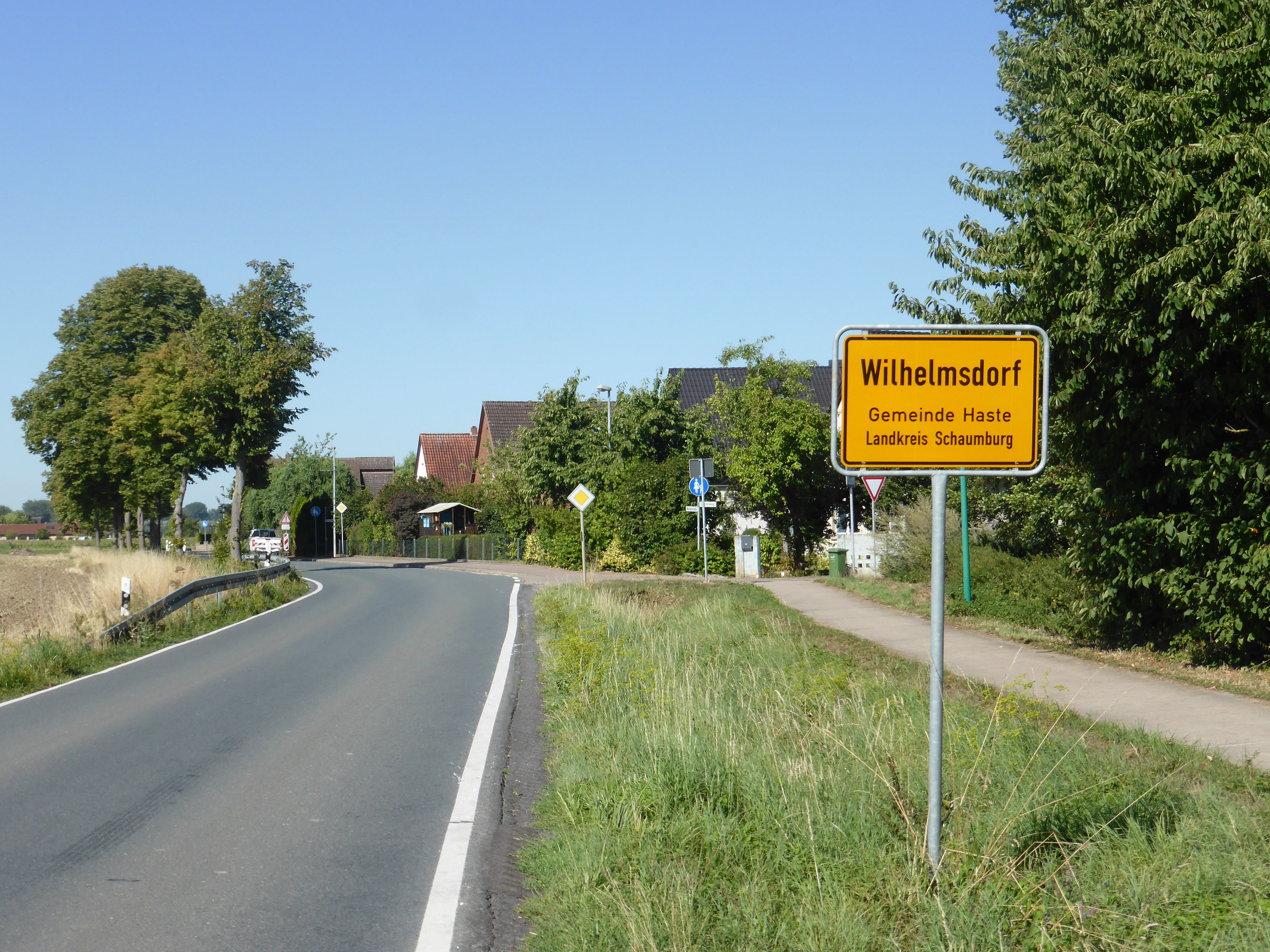
Ortseingang von Wilhelmsdorf

Zur Gemeinde Haste gehört noch der etwa 2,5 km westlich gelegene Ortsteil Wilhelmsdorf.
Der Kernort wird im Volksmund aufgeteilt in Alt-Haste, Waldfrieden und Ypern. Diese sind jedoch keine Ortsteile.

## Geschichte
- Die erste urkundliche Erwähnung erfolgte im evangelisch-lutherischen Kirchenbuch von Hohnhorst aus dem Jahr 1612. Damals wurde die Ansiedlung noch „auf der Hast“ genannt und war ein Ableger des Kirchdorfes Hohnhorst. 1732 wurden vom Amt Rodenberg 24 Hausbesitzer ermittelt. Eine alte Landkarte aus dem Jahr 1775 weist 37 bebaute Grundstücke aus. Von der Einrichtung der Bahnstrecke nach Minden 1847 und der Deisterstrecke bis Hannover 1872 sowie dem Bau des Mittellandkanals von 1909 bis 1938 und der Autobahn 1939 (heute BAB 2) konnte Haste wegen der Anziehungskraft seiner aufstrebenden Nachbarorte Wunstorf und Bad Nenndorf kaum profitieren. Vor- und Nachteile dieser Verkehrsadern scheinen sich hier die Waage zu halten. Mehrere Neubaugebiete zeugen dennoch von der Anziehungskraft des Ortes in einer schönen Landschaft in der Nähe der Landeshauptstadt Hannover. Erst 1886 wurde ein eigenes Schulhaus erstellt. Bis dahin fand der Unterricht in Hohnhorst statt. 1957 wurde in Waldfrieden ein Neubau erstellt und der Schulverband mit Rehren aufgelöst. Am 1. März 1974 erfolgte der Zusammenschluss mit Bad Nenndorf, Hohnhorst und Suthfeld zur Samtgemeinde Nenndorf. Zuständig war der Landkreis Grafschaft Schaumburg in Rinteln. Seit dem 1. August 1977 gehört die Gemeinde zum neu gebildeten Landkreis Schaumburg mit Sitz in Stadthagen.
- Wilhelmsdorf ist ein seit 1923 aus Rehren besiedelter Ortsteil. Er entstand an der Kreuzung Idensen – Rehren – Haste. Die Siedlungsfläche lag im Jagen 29 des Forstgutsbezirkes Haste. Im Laufe der Jahre schlugen mehrere Einwohneranträge auf Umgemeindung nach Rehren fehl.

## Religion
- Die evangelischen Christen gehören der ev.-luth. St. Martinkirchengemeinde in Hohnhorst an.
- Die katholischen Gläubigen nutzen die St.-Petrus-Canisius-Kirche im Hohnhorster Ortsteil Scheller, eine Filialkirche der Kirchengemeinde Maria vom heiligen Rosenkranz in Bad Nenndorf.

## Politik

### Gemeinderat
Der Rat der Gemeinde Haste besteht aus 13 Ratsfrauen und Ratsherren. Dies ist die festgelegte Anzahl für die Mitgliedsgemeinde einer Samtgemeinde mit einer Einwohnerzahl zwischen 2001 und 3000 Einwohnern. Die Ratsmitglieder werden durch eine Kommunalwahl für jeweils fünf Jahre gewählt. Die aktuelle Amtszeit begann am 1. November 2021 und endet am 31. Oktober 2026. 

Die letzte Kommunalwahl am 11. September 2021 ergab das folgende Ergebnis:
| Gemeinderat 2021Insgesamt 13 Sitze - SPD: 6 - Grüne: 1 - CDU: 6 |

Vorherige Sitzverteilungen
| Wahljahr | SPD | CDU | WGN | Gesamt   |
| -------- | --- | --- | --- | -------- |
| 2016     | 7   | 5   | 1   | 13 Sitze |

### Bürgermeister/Verwaltung
Seit 2006 ist Sigmar Sandmann (SPD) Bürgermeister. Seit 2011 führt er auch die Geschäfte des Gemeindedirektors. Das Gemeindebüro befindet sich im Bürgerhaus in der Hauptstraße 42.

### Wappen
Beschreibung: Das Wappen von Haste ist im Schild geteilt; oben in Gold ein springender schwarzer Rehbock, unten in Rot ein silbernes Nesselblatt mit drei Nägeln.

## Kultur und Sehenswürdigkeiten

### Bauwerke
Das historische Empfangsgebäude (Bahnhof), erbaut 1848 bis 1850, soll ab 2014 restauriert werden.

### Natur

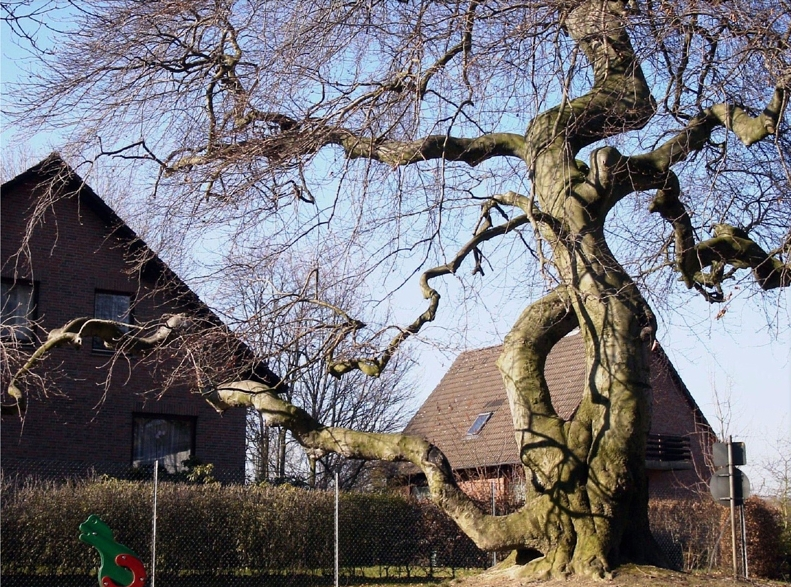
Süntelbuche in Haste

Haste ist in Jägerkreisen seit Jahrhunderten für das in der Gegend besonders häufige Vorkommen schwarzen Rehwilds bekannt. Diese fast nur im niedersächsischen Flachland auftretende Farbform erreicht dort die höchsten Prozentanteile; derzeit sind es ungefähr 60 %. Im Haster Wappen ist deshalb ein schwarzer Rehbock dargestellt.
Am alten Forsthaus steht die zweitgrößte Süntelbuche der Deister-Süntel-Region, ein etwa 150 bis 180 Jahre altes Naturdenkmal.

### Vereine
- Haster Dorfmusik, 2014 aus der Lindhorster Blaskapelle hervorgegangen
- ETSV Haste von 1913 e. V. mit den Sparten Fußball, Handball, Gymnastik, Tennis, Tanzen, Wandern und Doppelkopf. An Sportstätten stehen im Hohnhorster Ortsteil Scheller eine Sporthalle, am Mittellandkanal Sportplätze mit einem Vereinsheim und an der Kolenfelder Straße Tennisplätze mit einem Klubheim zur Verfügung.
- Wirtschaftsforum Haste e. V.
- Angelfreunde Haste
- Bergmannsverein „Glück Auf“ Haste und Umgebung
- Deutsches Rotes Kreuz, Ortsverein Haste
- Eisenbahnerchor Haste
- Haster Runde, beschäftigt sich mit der Heimatgeschichte
- Rassekaninchenzuchtverein F-541
- Schützenverein Haste von 1953 e. V.
- SoVD (Reichsbund), Ortsgruppe Haste
- Siedlergemeinschaft Haste – Hohnhorst
- Wilhelmsdorfer Jungen e. V.
- Ortsgruppe des Bahnsozialwerkes (BSW)
- Förderverein der Grundschule
- Förderverein des integrativen Kindergartens Haste
- Dorfjugend Haste

### Regelmäßige Veranstaltungen
- Dorfgemeinschafts- und Erntefest

## Wirtschaft und Infrastruktur

### Unternehmen
Auf dem Gelände der alten Bahnmeisterei hat sich ein kleines Gewerbegebiet entwickelt. Größere Betriebe sind nicht angesiedelt. Der Einzelhandel hat sich an der Hauptstraße niedergelassen.

### Öffentliche Einrichtungen
- Für die öffentliche Sicherheit und Ordnung ist das Polizeikommissariat Bad Nenndorf zuständig.
- Der Brandschutz und die allgemeine Hilfe werden durch die Freiwillige Feuerwehr Haste sichergestellt.
- Für jagd- und forstwirtschaftliche Belange ist die Revierförsterei in Waldfrieden zuständig.

### Bildung
Für die vorschulische Erziehung ist ein Kindergarten vorhanden. Die Grundschule ist für die Kinder aus Haste, Hohnhorst und Suthfeld zuständig. Sie wird als Ganztagsschule geführt mit einer Betreuungszeit bis 15.00 Uhr. Weiterführende Schulen sind in Bad Nenndorf, Rodenberg, Barsinghausen, Lindhorst und Wunstorf vorhanden.

### Verkehr

#### Schiene

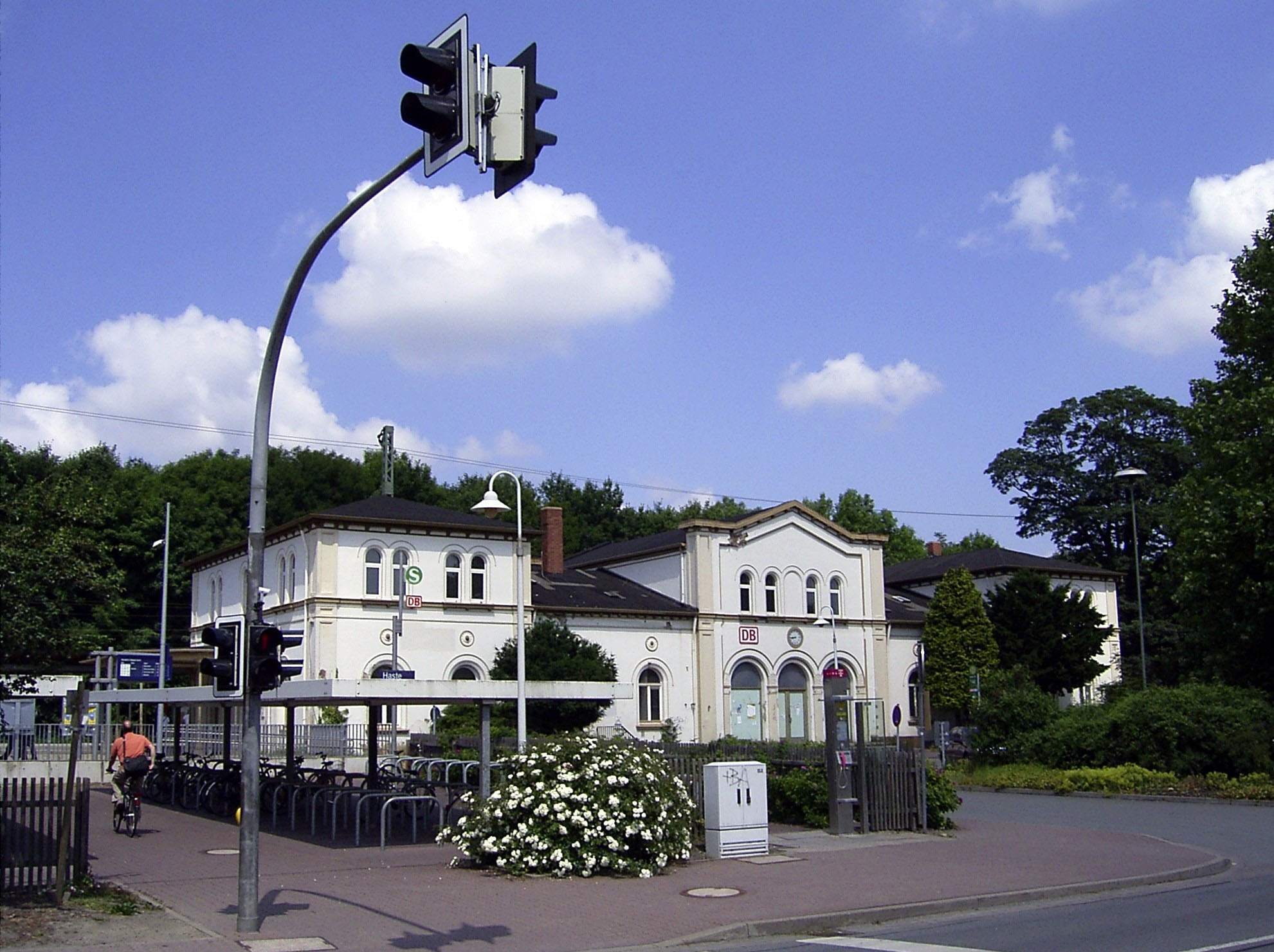
Bahnhof in Haste von Julius Eugen Ruhl

Haste ist ein Abzweigbahnhof an der Bahnstrecke Hannover–Minden: die Bahnstrecke Haste–Weetzen zweigt hier als Deisterbahn ab. Das Empfangsgebäude von 1847/48 stammt von Julius Eugen Ruhl.
Der Bahnhof wird im Stundentakt von RE-Zügen nach Hannover–Braunschweig und Minden–Löhne (weiter alle zwei Stunden abwechselnd nach Bielefeld bzw. Osnabrück–Rheine) bedient; im Dezember 2015 hat die Westfalenbahn die DB Regio abgelöst. Die S-Bahn erreicht Haste mit den Linien S1 (Minden–Wunstorf–Hannover) und S1/S2 (Haste–Bad Nenndorf–Weetzen–Hannover–Minden/Nienburg). Für die täglich 4000 Bahnnutzer ist eine Park & Ride-Anlage vorhanden.

#### Straße
Den ÖPNV ins Hinterland (zum Teil bis Rinteln) stellt die Schaumburger Verkehrs-Gesellschaft (SVG) sicher.
Die Bundesstraße 442 führt durch den Ort. In fünf Minuten sind die BAB 2-Anschlussstellen Wunstorf-Kolenfeld oder Bad Nenndorf erreichbar.

#### Wasser
Die Personenschifffahrt kann an der Lände Haste abgefertigt werden. Für die Freizeit- und die Berufsschifffahrt bestehen die nahen Häfen Wunstorfs.

## Persönlichkeiten
- Heinrich Hartmann (1892–1971), gründete gemeinsam mit seinem Bruder
- Conrad Hartmann (1896–1977) 1918 in Hannover-Linden die Geha-Werke